# Zizeeria antanossa
Zizeeria antanossa är en fjärilsart som beskrevs av Paul Mabille 1877. Zizeeria antanossa ingår i släktet Zizeeria och familjen juvelvingar. Inga underarter finns listade i Catalogue of Life.